# نگاره خالوا
نگاره خالوا (تاجیکی: Нигора Холова؛ زاده ۲۵ سپتامبر ۱۹۸۹) خواننده اهل تاجیکستان است.
او در پنج‌سالگی آوازخوانی را آغاز کرد؛ در مسابقات بین‌المللی Золотой птенец سال ۱۹۹۸ سنت پترزبورگ برنده، و همچنین در آزمون «سرود سال» تاجیکستان در سال‌های ۲۰۰۹–۲۰۱۲ برگزیده شد. او در ۲۴ سالگی مدال «خدمت شایسته» جمهوری تاجیکستان را دریافت کرد. 
نگاره دختر هنرمند تاجیک عصمت‌الله خالوف (به تاجیکی: Исматулло Холов)، در خردسالی بیمار شد و با سرودن شعر و آوازخوانی درد خود را سبک می‌کرد. «گویم یا نگویم» نخستین ترانهٔ او از درد زیاد در بیمارستان سروده شد و از پرشنونده‌ترین ترانه‌های دههٔ نود تاجیکستان بود. او در کودکی ترانهٔ «شهر خالی» را بازخوانی، و امیرجان صبوری آوای نگاره را ستایش کرد.